# 2957 Tatsuo
2957 Tatsuo је астероид главног астероидног појаса са пречником од приближно 25,64 .
Афел астероида је на удаљености од 3,287 астрономских јединица (АЈ) од Сунца, а перихел на 2,755 АЈ.
Ексцентрицитет орбите износи 0,088, инклинација (нагиб) орбите у односу на раван еклиптике 8,689 степени, а орбитални период износи 1918,372 дана (5,252 година).
Апсолутна магнитуда астероида је 10,20 а геометријски албедо 0,223.
Астероид је откривен 5. фебруара 1934. године.